# Zbudza
Zbudza este o comună slovacă, aflată în districtul Michalovce din regiunea Košice. Localitatea se află la altitudinea de 120 m deasupra n.m., se întinde pe o suprafață de 9,07 km2 și în 2017 număra 534 de locuitori.

## Istoric
Localitatea Zbudza este atestată documentar din 1235.

## Demografie
| An:                | 1994 | 2004   | 2014   | 2024   |
| ------------------ | ---- | ------ | ------ | ------ |
| Număr de persoane: | 553  | 537    | 542    | 521    |
| Diferență:         |      | −2,89% | +0,93% | −3,87% |

| An:                | 2023 | 2024   |
| ------------------ | ---- | ------ |
| Număr de persoane: | 519  | 521    |
| Diferență:         |      | +0,38% |